# Fuzz Universe
Fuzz Universe es el tercer álbum completamente instrumental y el noveno en general del guitarrista estadounidense Paul Gilbert, publicado en 2010 por Shrapnel Records.

## Lista de canciones
- Todas las canciones escritas por Paul Gilbert excepto donde se indique lo contrario.

| N.º | Título                                      | Escritor(es)  | Duración |  |
| 1.  | «Fuzz Universe»                             | Paul Gilbert  | 7:03     |  |
| 2.  | «Olympic»                                   | Gilbert       | 5:57     |  |
| 3.  | «The Count Juan Chutrifo»                   | Gilbert       | 3:08     |  |
| 4.  | «Bach Partita in Dm»                        | J.S. Bach     | 3:26     |  |
| 5.  | «Blue Orpheus»                              | Todd Rundgren | 5:07     |  |
| 6.  | «Will My Screen Door Stop Neptune»          | Gilbert       | 4:17     |  |
| 7.  | «Propeller»                                 | Gilbert       | 4:47     |  |
| 8.  | «Don't Rain On My Firewood»                 | Gilbert       | 4:39     |  |
| 9.  | «Plastic Dracula»                           | Gilbert       | 4:50     |  |
| 10. | «Blowtorch»                                 | Gilbert       | 5:40     |  |
| 11. | «Mantra the Lawn»                           | Gilbert       | 5:34     |  |
| 12. | «Batter Up»                                 | Gilbert       | 2:53     |  |
| 13. | «Leave That Junk Alone (Japan Bonus Track)» | Johnny Cash   | 1:37     |  |

## Personal
- Paul Gilbert - Guitarra
- Tony Spinner - Guitarra
- Craig Martini - Bajo
- Jeff Bowders - Batería
- Emi Gilbert - Teclados
- Alejandro Chavetta y James Chiang - Arte de portada